# Mecynoecia repens
Mecynoecia repens är en mossdjursart som beskrevs av Charles Henry O'Donoghue 1926. Mecynoecia repens ingår i släktet Mecynoecia och familjen Entalophoridae. Inga underarter finns listade i Catalogue of Life.